# Diocese da Espanha e Portugal
A Diocese da Espanha e Portugal (em russo:  Испанско-Португальская епархия, em espanhol: Diócesis de España y Portugal) ou Diocese de Madri e Lisboa (em russo:  Мадридская и Лиссабонская епархия, em espanhol: Diócesis de Madrid y Lisboa) é uma eparquia da Igreja Ortodoxa Russa, localizada no território de Espanha, Portugal e Andorra. Faz parte do Exarcado Patriarcal da Europa Ocidental.

## História
Em 1761, uma igreja doméstica foi aberta em Madri na Embaixada da Rússia. Em 1882, esta igreja fechou principalmente devido à cessação do financiamento. Alguns cristãos ortodoxos (principalmente funcionários de missões diplomáticas) que viviam na Espanha ficaram sem cuidados pastorais.
O colapso da União Soviética e do bloco comunista deu origem a uma massiva emigração econômica para a Península Ibérica. Ucranianos, russos, bielorrussos, búlgaros foram para a Espanha. Acima de tudo vieram romenos e moldavos. As paróquias da Igreja Ortodoxa Russa abertas na Espanha e Portugal foram fundidas na reitoria hispano-portuguesa da diocese de Korsun.
Em 28 de dezembro de 2018, o Santo Sínodo da Igreja Ortodoxa Russa formou a diocese hispano-portuguesa no território de Espanha e Portugal, separando-a da diocese de Korsun e incluindo-a no Exarcado da Europa Ocidental criado ao mesmo tempo. Naquela época, 73.000 cidadãos russos e 106.000 ucranianos viviam na Espanha. Na Espanha, 17 padres serviram em 25 paróquias da Igreja Ortodoxa Russa. 11 paróquias e comunidades operavam em Portugal. Ao mesmo tempo, de acordo com o Arcipreste Andrei Kordochkin: “As paróquias estão muitas vezes localizadas a várias centenas de quilômetros umas das outras, dificilmente é possível coordenar seu ministério a partir da França. A criação de uma nova diocese visa superar esse isolamento, fortalecer a unidade entre os sacerdotes que servem distantes uns dos outros. Além disso, há uma série de questões relacionadas com a existência legal das freguesias, e que só podem ser resolvidas se a sua administração for na capital”.
Em 18 de janeiro de 2019, o arcebispo Nestor assinou um decreto dando à igreja de Santa Maria Madalena Igual aos Apóstolos o status de catedral diocesana.

## Estrutura

### Andorra
- Comunidade do ícone do Santíssimo Teótoco "Kazanskaia" em Santa Júlia de Lória.[9]

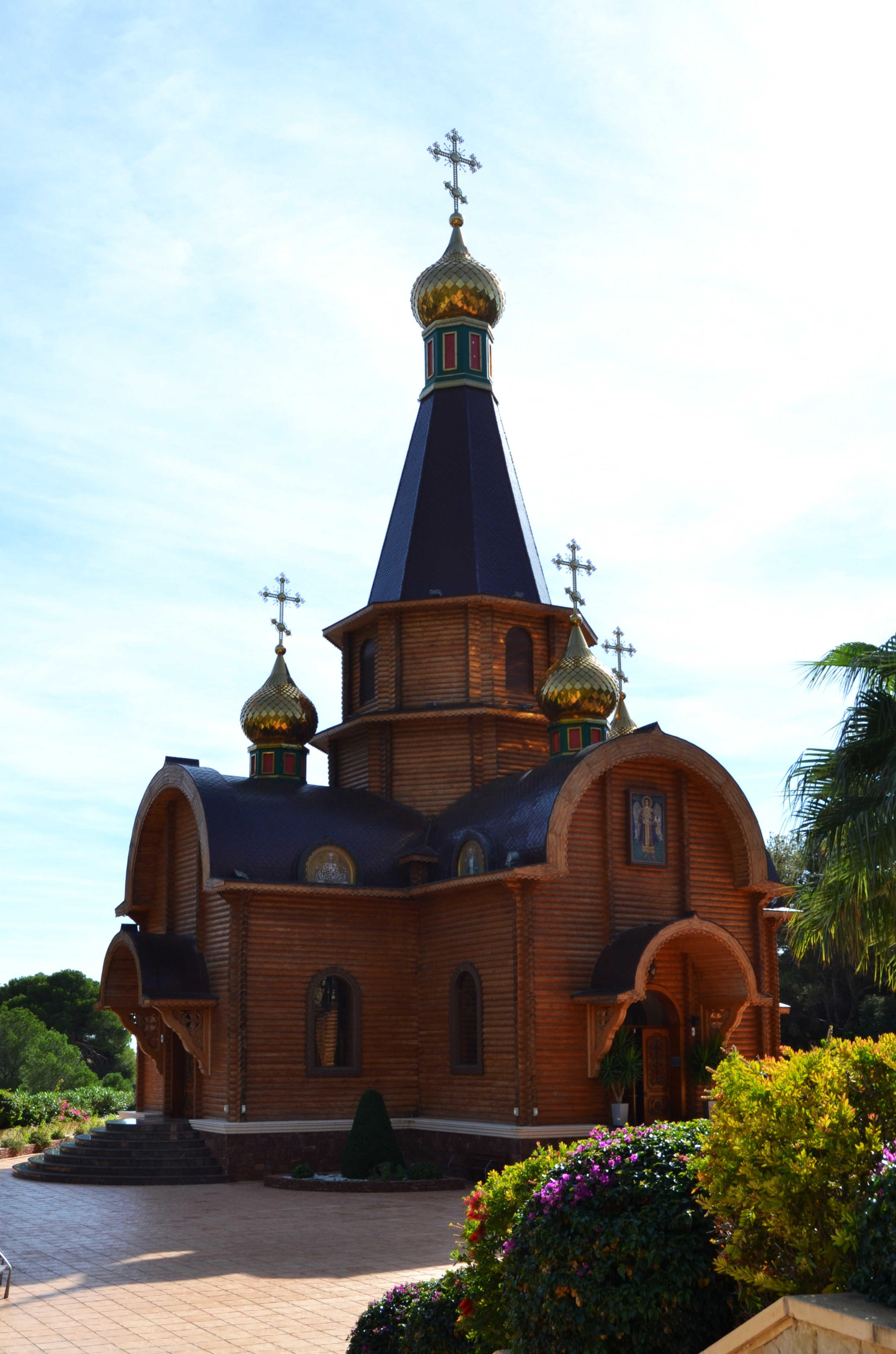
Igreja do Arcanjo Miguel (Altea)

### Espanha
- Catedral de Maria Madalena Igual aos Apóstolos em Madri;[10][10]
- Igreja da Anunciação da Santíssima Virgem em Barcelona;
- Paróquia em honra da Apresentação do Senhor em Adeje na ilha de Tenerife;
- Templo em honra do Arcanjo Miguel em Altea;
- Igreja de Nossa Senhora da Natividade em Torrevieja;[11]
- Igreja da Natividade em Palma de Maiorca;
- Paróquia em honra do Grande Mártir Jorge em Valência;
- Templo em honra do Santo Grande Mártir Jorge e da Santa Mártir Anastasia em Calonge;
- Paróquia em honra da Ascensão do Senhor em Marbella;
- Paróquia em honra de São Nicolau, o Milagroso, em Sevilha;
- Paróquia em honra dos santos mártires Cirico e Julita em Lloret de Mar;
- Templo em homenagem ao ícone da Mãe de Deus "rápido para ouvir" em Tarragona;
- Paróquia em honra de Santa Maria do Egito em Málaga;
- Paróquia de São Jó de Pochaev em Múrcia;
- Paróquia em honra da intercessão da Mãe de Deus em Granada;
- Paróquia em honra do ícone ibérico da Mãe de Deus em Alicante.

### Portugal
- Catedral de Todos os Santos em Lisboa;[10]
- Paróquia Paróquia dos Novos Mártires e Confessores da Rússia no Porto;
- Paróquia da Beata Xenia de Petersburgo em Faro;
- Paróquia de São João Crisóstomo em Cascais;
- Igreja doméstica no Centro Cristão Internacional de Cultura Espiritual "Pokrov" em Albufeira;
- Igreja de Santo André Apóstolo em Setúbal;
- Comunidade em honra do santo mártir Cipriano de Cartago em Lagos;
- Comunidade em homenagem ao Grande Mártir Jorge em Almada;
- Comunidade de St. Spyridon Trimifuntsky na ilha da Madeira;
- Capela em honra do profeta Jonas nos Açores.

## Bispo
- Nestor (Sirotenco) (desde 28 de dezembro de 2018)[12]